# Wilhelm Vernekohl
Wilhelm Vernekohl (* 7. Dezember 1901 in Datteln; † 17. März 1967 in Münster) war ein deutscher Journalist.

## Leben
Er war Journalist und Feuilletonredakteur beim Münsterischen Anzeiger (1927–1951). Von 1951 bis 1963 war er Kulturdezernent der Stadt Münster, Mitbegründer der Gesellschaft der Musik- und Theaterfreunde Münsters, Vorstandsmitglied des Deutschen Bühnenvereins, des Verkehrsvereins Münster, der Volkshochschule, der Niederdeutschen Bühne und Mitglied der deutsch-niederländischen Kontaktkommission. Er war Herausgeber der Schriften von Peter Wust.

## Schriften (Auswahl)
- Hermann Stehr und Peter Wust. Münster 1953, OCLC 1070735397.
- Die Tänzerin. Erzählung. Emsdetten 1954, OCLC 720467182.
- Münster. Ein kleiner Kulturführer. Münster 1956, OCLC 602290246.
- Begegnungen. Kleine Porträts. Münster 1959, OCLC 720467161.